# Zwölferspitze
De Zwölferspitze is een 2562 meter hoge berg in de Stubaier Alpen in het Oostenrijkse Tirol.
Boven op de berg is een gipfelkreuz geplaatst. De Zwölferspitze is vanaf het bergstation van de Panoramabahn vanuit Neustift im Stubaital via de Panoramaweg of via de weg over de Elferspitze te bereiken. Ook de Innsbrucker Hütte of het Pinnistal kunnen als startpunt voor een tocht naar de top fungeren. Noordoostelijk van de berg ligt de 2505 meter hoge Elferspitze, die door de Zwölfernieder met de Zwölferspitze verbonden is.
Vanaf de top heeft men een goed uitzicht over het Stubaital en op de Habicht.